# Shannon Lynn
Shannon Lynn (Brampton, 22 ottobre 1985) è una calciatrice scozzese, portiere del Vittsjö GIK e della nazionale scozzese.
Nata a Brampton, nell'Ontario, Canada, da genitori scozzesi, si appassiona al gioco del calcio fin da ragazzina.

## Carriera

### Calcio universitario
Shannon Lynn decide di approfondire gli studi iscrivendosi all'Indiana University – Purdue University Fort Wayne (IPFW) di Fort Wayne, Indiana, Stati Uniti d'America, proseguendo l'attività agonistica nel ruolo di portiere con la squadra di calcio femminile della loro sezione sportiva, l'IPFW Mastodons, iscritta al campionato affiliato al National Collegiate Athletic Association (NCAA).

### Club
Esauriti gli impegni universitari, nel 2007 Lynn sottoscrive un contratto con il Fort Wayne Fever, per giocare con la sua sezione femminile iscritta alla United Soccer Leagues W-League, giocando due stagioni con la società di Fort Wayne prima di trasferirsi, nel 2009, all'Indiana, anch'essa iscritta alla USL W-League, dove si mette in luce per aver subito solo due reti nella regular season del campionato.
Alla fine della stagione 2009, a seguito dell'accordo sottoscritto con la squadra dell'Hibernian, lascia gli Stati Uniti per trasferirsi in Scozia, affrontando così con la società di Edimburgo la Scottish Women's Premier League, il livello di vertice del campionato scozzese, intenzionata anche ad attirare su di sé l'attenzione del tecnico Anna Signeul al fine di una sua possibile convocazione con la nazionale scozzese.
La scelta si rivela professionalmente azzeccata, dimostrando in breve tempo qualità che la consacrano uno dei migliori portieri del campionato, sottolineato dalla nomina a Player of the Year della società nel 2010 a cui fa seguito la nomina come Player of the Year 2011 agli Scottish Women's Football Awards 2011.
All'inizio del campionato di FA Women's Super League 1 2013 viene chiamata dal Chelsea a sottoscrivere un contratto a breve termine, costretta a sostituire velocemente il proprio portiere titolare Nicola Davies, la quale essendo in forza alla Royal Air Force (aeronautica militare britannica) viene assegnata in Oman. In questo periodo Lynn  continua ad allenarsi con le Hibs trasferendosi in aereo per giocare gli incontri di campionato, tornando tuttavia in organico a luglio in quanto Carly Telford, a seguito della frattura di una mano, è costretta a disertare il terreno di gioco per il necessario periodo di recupero.
Nell'aprile 2014 Lynn formalizza il suo trasferimento al Vittsjö GIK, società del piccolo centro del comune di Hässleholm, nella contea di Scania, sottoscrivendo un contratto trimestrale per giocare in Damallsvenskan, primo livello del campionato svedese, dalla stagione entrante.

## Palmarès

### Club
- Scottish Women's Cup: 1

Hibernian: 2010
- Scottish Women's League Cup: 1

Hibernian: 2011

### Nazionale
- Pinatar Cup: 1

2020